# Лисичівська сільська рада
Лисичівська сільська́ ра́да — адміністративно-територіальна одиниця та орган місцевого самоврядування в Іршавському районі Закарпатської області. Адміністративний центр — село Лисичово.

## Загальні відомості
- Територія ради: 28,58 км²
- Населення ради: 3187 осіб (станом на 2001 рік)

Розташована в підніжжі полонини Кук, висота якої 1380 м над рівнем моря.

## Населені пункти
Сільській раді підпорядковані населені пункти:
- с. Лисичово

## Склад ради
Рада складалася з 14 депутатів та голови.
- Голова ради: Пальок Ярослав Васильович
- Секретар ради: Будул Віра Іванівна

### Керівний склад попередніх скликань
| Прізвище, ім'я, по батькові | Основні відомості                                                                     | Дата обрання | Дата звільнення |
| --------------------------- | ------------------------------------------------------------------------------------- | ------------ | --------------- |
| Продан Володимир Федорович  | Сільський голова, 1970 року народження, член Всеукраїнського об'єднання «Батьківщина» | 26.03.2006   | 31.10.2010      |
| Пальок Ярослав Васильович   | Сільський голова, 1956 року народження, освіта вища, безпартійний                     | 31.10.2010   | 25.10.2015      |
| Пальок Ярослав Васильович   | Сільський голова, 1956 року народження, освіта вища, безпартійний                     | 25.10.2015   |                 |

Примітка: таблиця складена за даними сайту Верховної Ради України та ЦВК

### Депутати VII скликання
За результатами місцевих виборів 2015 року депутатами ради стали:

#### За суб'єктами висування
| Суб'єкт висування | Кількість обраних депутатів | %      |
| ----------------- | --------------------------- | ------ |
| Самовисування     | 14                          | 100.00 |

#### За округами
| № округу | Прізвище, ім'я, по батькові   | Ким висунуто  | Дата нар.  | Освіта           | Партійна приналежність | Відомості                            |
| -------- | ----------------------------- | ------------- | ---------- | ---------------- | ---------------------- | ------------------------------------ |
| 1        | Сньозик Іван Васильович       | Самовисування | 02.01.1957 | загальна середня | безпартійний           | Тимчасово не працює                  |
| 2        | Шморцер Петро Петрович        | Самовисування | 10.04.1959 | загальна середня | безпартійний           | кафе-бар, підприємець                |
| 3        | Романець Василь Васильович    | Самовисування | 17.06.1956 | загальна середня | безпартійний           | підприємець                          |
| 4        | Калабішка Василь Васильович   | Самовисування | 17.08.1970 | загальна середня | безпартійний           | Лисичівське ЛМГ, майстер ЛГ          |
| 5        | Костраба Іван Юрійович        | Самовисування | 21.04.1989 | загальна середня | безпартійний           | Тимчасово не працює                  |
| 6        | Прокоп Василь Васильович      | Самовисування | 26.05.1966 | загальна середня | безпартійний           | Працівник РЕМ                        |
| 7        | Продан Іван Іванович          | Самовисування | 13.04.1963 | вища             | безпартійний           | обхідн. ЗЛВУМГ                       |
| 8        | Мелеш Ганна Василівна         | Самовисування | 22.04.1970 | вища             | безпартійна            | Лисичівська ЗОШ, вчитель             |
| 9        | Попадинець Михайло Михайлович | Самовисування | 04.11.1979 | вища             | безпартійний           | УДСНС, начальник караулу             |
| 10       | Метеньканич Марія Федорівна   | Самовисування | 22.05.1969 | вища             | безпартійна            | Лисичівська ЗОШ, директор            |
| 11       | Будул Віра Іванівна           | Самовисування | 01.09.1970 | вища             | безпартійна            | Лисичівська сільська рада, секретар  |
| 12       | Мазур Михайло Юрійович        | Самовисування | 01.11.1958 | загальна середня | безпартійний           | Бронька АЗПСМ, водій                 |
| 13       | Мазур Ганна Іванович          | Самовисування | 22.06.1982 | вища             | безпартійний           | Лисичівська ЗОШ, заступник директора |
| 14       | Олегаш Ганна Василівна        | Самовисування | 03.10.1973 | вища             | безпартійна            | Лисичівський ДНЗ, вихователь         |

## Культурні пам'ятки
Історичною пам'яткою є кузня-музей «Гамора». На території «Гамори» проводяться фольклорні фестивалі.

## Природні багатства
Залізна руда, камінь-андезит, пісковик, а також золотоносні і поліметанічні ґрунти. В давнину за переказами існували срібні копальні в урочищі «Рипа».

## Відомі вихідці
- Ізидор Білак — поет і фольклорист
- Дубіш І. І. — член спілки художників України,
- Сможаник М. Д. — делегат І з'їзду Народних комітетів
- Пальок В. В. — кандидат історичних наук, доцент УЖНУ

## Населення
Згідно з переписом УРСР 1989 року чисельність наявного населення сільської ради становила 2915 осіб, з яких 1418 чоловіків та 1497 жінок.
За переписом населення України 2001 року в сільській раді мешкало 3186 осіб.

### Мова
Розподіл населення за рідною мовою за даними перепису 2001 року:
| Мова       | Відсоток |
| ---------- | -------- |
| українська | 98,81 %  |
| словацька  | 0,82 %   |
| російська  | 0,38 %   |